# 擠提

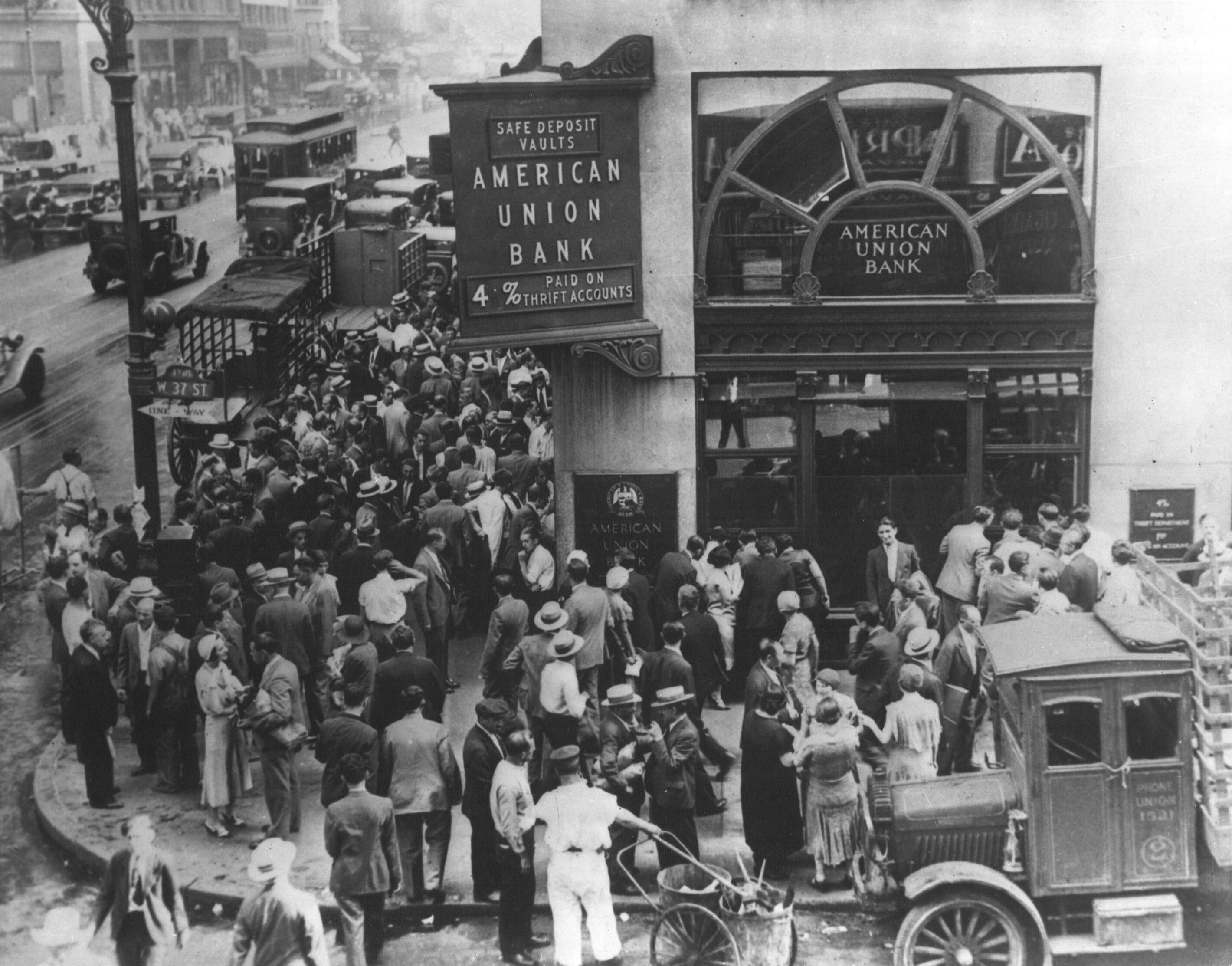
1932年4月26月发生在纽约城的美国联合银行擠兌

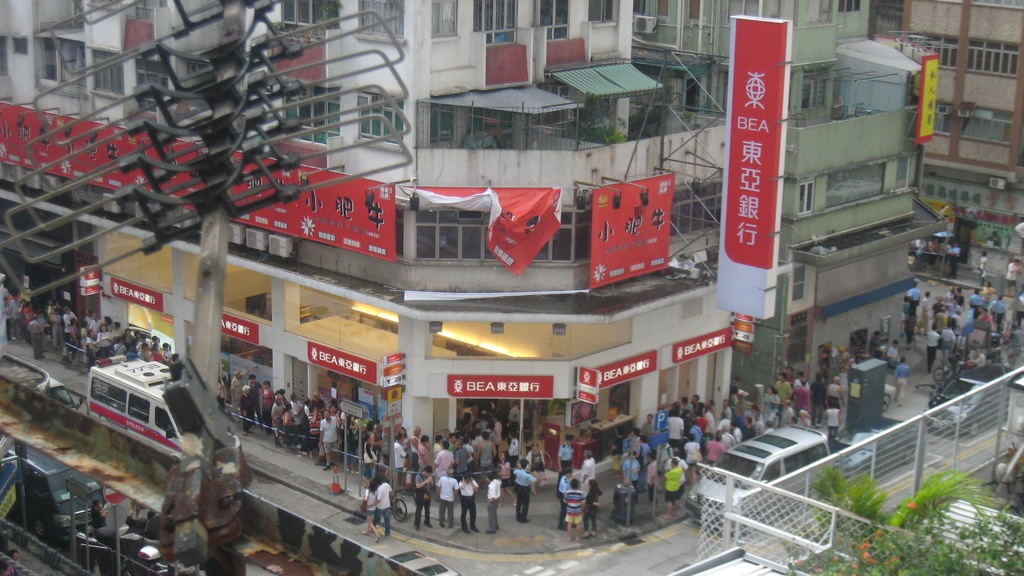
2008年9月24日，香港的東亞銀行其中一家分行出現擠提情況

（「兌」是兌現，「提」則是指提款）指的是銀行或金融機構被大批的存款客戶要求提款領回自有的儲金，通常發生在銀行的營運上有重大負面傳聞之時，銀行遭遇集中且密集的提款，很可能支應不及而宣告營運困難，倘若未得到其他援助或讓擠提情況減緩，則該銀行極有可能因此宣告倒閉以及信用破產。

## 原理

### 銀行可用資金有限
銀行接受客戶存款時，除了儲存資金也有供應利息，這實際上是銀行向客戶借錢，屬於債務的一種。
而銀行接受存款之後，並不是單純地把客戶的錢放置保管，為了償還存戶利息，會把這些錢發作貸款、或者投資，以賺取當中的利潤。所以銀行內所擁有可動支的金錢並不等於所接受的存款總額。
因此，如果有極特殊情況，當大量存款客戶在短時間內要求提款時，銀行並沒有足夠的可動支金額來支付這些提款金額。此時銀行等於无力偿付債務，也就是破產，這樣單純由存款引發的破產事件即為擠兌。

## 各地重要擠兌事件

### 香港
香港的大型擠兌事件為東亞銀行因市場消息問題及國際商業信貸銀行因母公司問題而破產，引起擠提；而最為人記得的事件，則是香港1965年銀行擠提潮。

### 澳門
2005年9月15日，美國財政部指稱滙業銀行協助朝鲜客戶洗黑錢、協助偽鈔流通等支持恐怖主義活動，建議美國公司斷絕與該銀行的任何聯繫。澳門市面的滙業銀行出現擠提，在短短兩天被提走了三億澳門元，佔滙業總存款額十分之一，不過銀行稱有足夠現金應付。及後澳門特別行政區行政長官何厚鏵以“滙業銀行的客戶提款出現嚴重不正常情況”為理由，引用《金融體系法律制度》，委派大西洋銀行澳門分行總經理蘇鈺龍及澳門金融管理局內部審計辦公室副總監李展程，參與滙業銀行的管理，以鞏固公眾對金融體系的信心。2007年9月28日，兩年的管理期結束，澳門特區政府決定把滙業銀行的管理權交回原股東。

### 英國

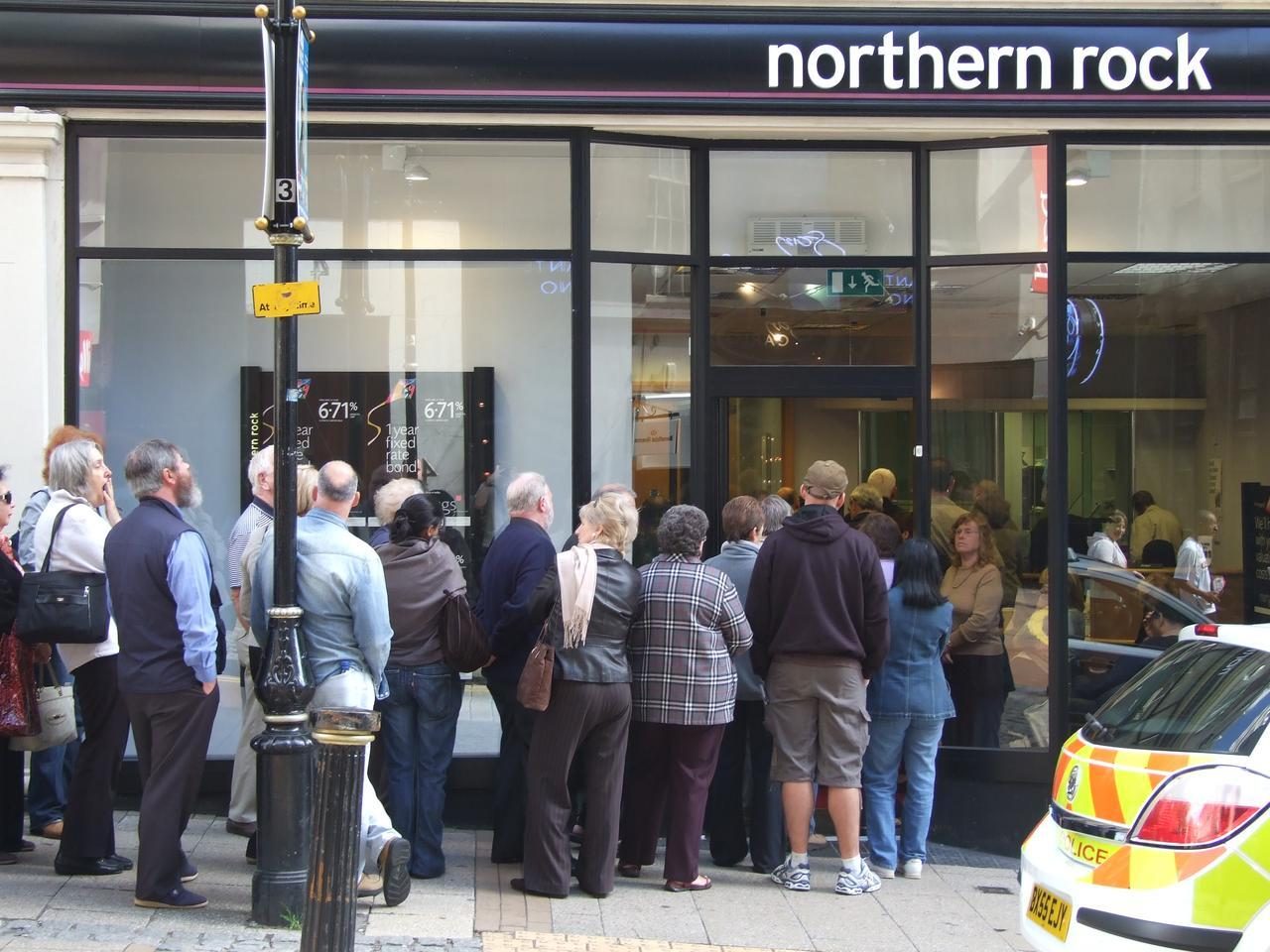
英國北岩銀行伯明罕分行門口的擠兌人潮

2007年9月13日，英國北岩銀行聲稱基於融資問題，接受英倫銀行一項緊急資助。一般人認為是次事件是因為美國次按風暴引起。

### 台灣
1985年2月9日，臺北市第十信用合作社因放款總額占存款總額之比率高達102%，被財政部勒令停業三天，之後各分社發生擠兌，此次事件被稱為「十信案」。
1995年7月29日，彰化市第四信用合作社總經理虧空鉅額公款潛逃，造成四信被擠兌80.1億元；其無預警停業後更導致縣內另七社全部爆發嚴重擠兌，人潮甚至使市區交通癱瘓。

### 日本
1927年，日本大戰景氣退縮、加上當時金融體系不完善、政局不穩等系統性問題，導致不安情緒蔓延，最終於3月發生昭和金融恐慌，中小银行發生︁擠提現象。
1973年12月，愛知縣小坂井町（今豐川市）受到「信用金庫很危險」的謠言所累，發生了豐川信用金庫事件。當地的豐川信用金庫出現︁擠提。

### 阿富汗
2021年8月16日，當地銀行出現擠提。

### 美国
2023年3月9日晚，硅谷银行出售了多笔证券及股票资产，导致税后大幅亏损，多家风险投资公司建议从银行撤资，引发挤兑，最终银行被政府关闭，美国联邦存款保险公司接管了银行存款。